# Isla de Sutton
La Isla de Sutton está en el condado de Hancock, Maine, Estados Unidos, es una isla pequeña y privada situada al sur de la isla del monte desierto (Mount Desert Island) y al norte de las islas de los Arándanos (Cranberry), Maine.
Sus dimensiones son 2,1 km desde este a oeste y de 1,1 km de norte a sur. Tiene una población permanente muy pequeña, pero es una zona que acoge muchas casas de verano, dos de ellas pertenecen a la Universidad de Harvard que son utilizadas por la facultad. La isla no tiene ningún camino, puente al continente, o pista de aterrizaje. Se accede principalmente mediante barco desde el sudoeste de Harbor, Maine.